# Synoicum solidum
Synoicum solidum is een zakpijpensoort uit de familie van de Polyclinidae. De wetenschappelijke naam van de soort is voor het eerst geldig gepubliceerd in 1937 door Redikorzev.